# Ansiktsmask

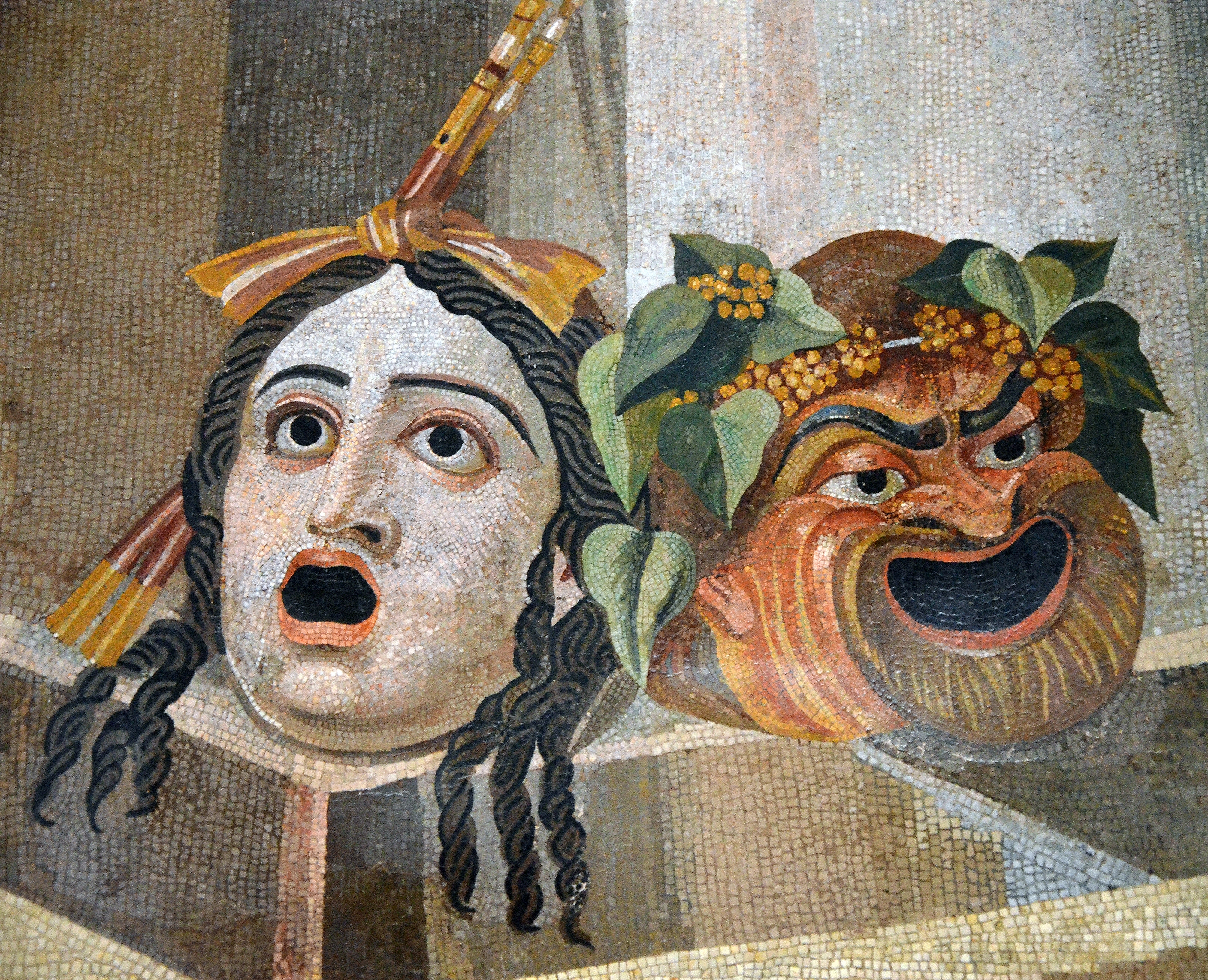
Romerska teatermasker föreställande komedi och tragedi. Mosaik från omkring år 100 före Kristus

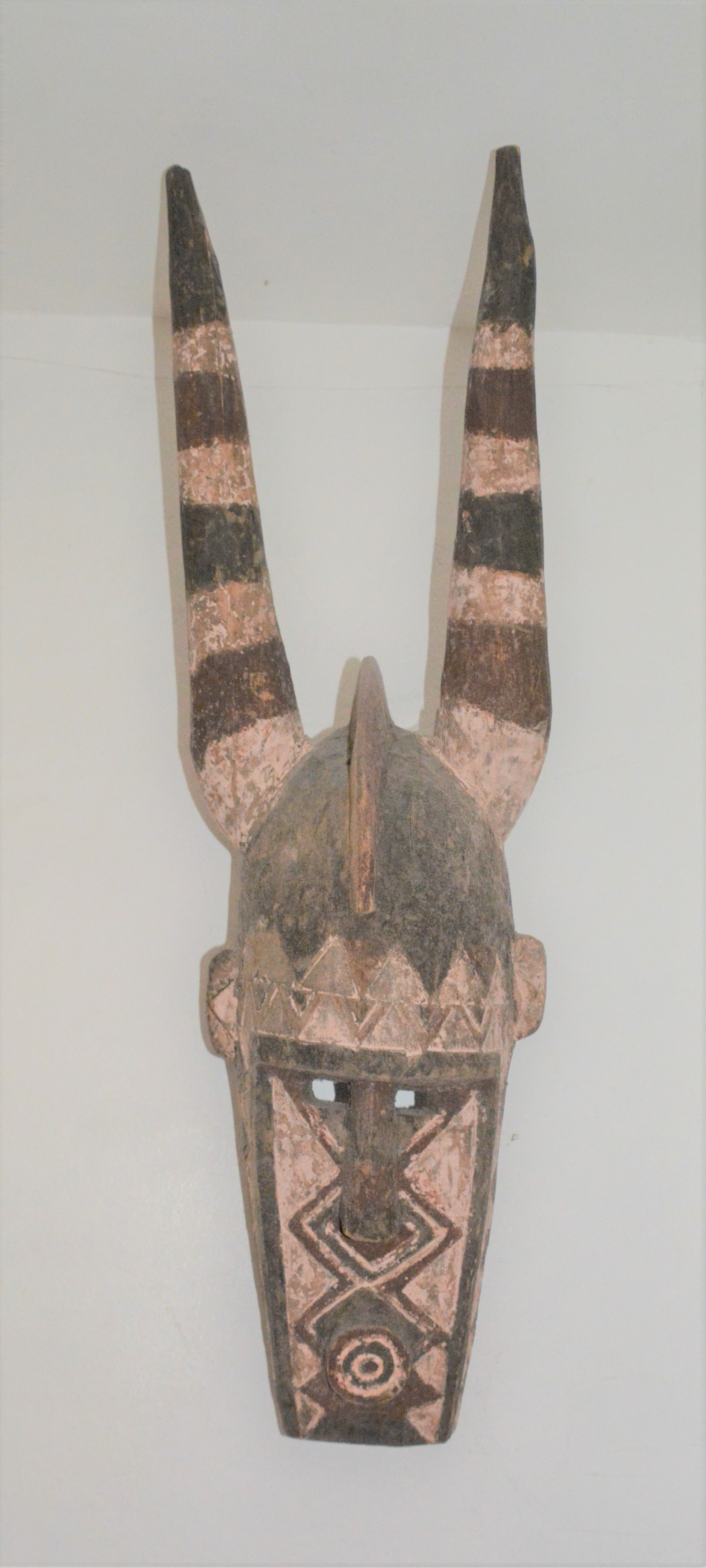
Västafrikansk rituell mask

En ansiktsmask, eller mask, är ett på ansiktet anbragt föremål som döljer bärarens ansikte, eller del av ansiktet. Avsikten med masken kan till exempel vara att dölja identitet, att skydda ansiktet eller del av ansiktet eller att behandla huden.
Ordet "mask" kommer närmast medeltidslatin "masca". Det kommer ursprungligen möjligen från arabiskans "maskharah", som betyder gyckel eller upptågsmakare.
Syftet kan vara att dölja bärarens identitet, skrämma andra eller på något sätt karakterisera bäraren. Den kan vara  gjord av tyg eller målad papp eller trä , med utformad näsa och hål för ögon och mun. En halvmask kan vara ett tygstycke hängande löst ned över mun och haka.
Ansiktsmask används i olika sammanhang. Hos naturfolk används masker för religiösa eller ceremoniella ändamål och inom teaterns historia från antiken och framåt spelar ansiktsmasken en viktig roll, liksom i karnevaler i katolska länder från medeltiden och framåt.
Under 1600- och 1700-talen var det vanligt att damer i sällskapslivet bar mask för att skydda sin hy. Detta bruk upphörde, efter det att sminket blivit modernt, men masker används fortfarande bland annat vid maskeradbaler. I den kriminella världen bär man ofta halvmask vid överfall och bankrån.
Termen ansiktsmask används också för föremål som täcker ansiktet helt eller delvis för skydd, vid tillförsel i andningsorganen av syrgas eller vid anestesi, eller för annat ändamål. Det finns således ansiktsmasker av olika slag, såsom andningsskydd, svetsmask, narkosmask, dykmask, dödsmask, skyddsmask (gasmask),  slaktmask, samt masker för olika sporter, till exempel fäktmask i fäktning, målvaktsmask i ishockey samt fribrottningsmasker.
Inom arkitekturen är maskaron ett reliefornament i form av ett stiliserat grinande ansikte som flyter samman med en omgivande ornamentering.

## Bildgalleri – skyddsmasker

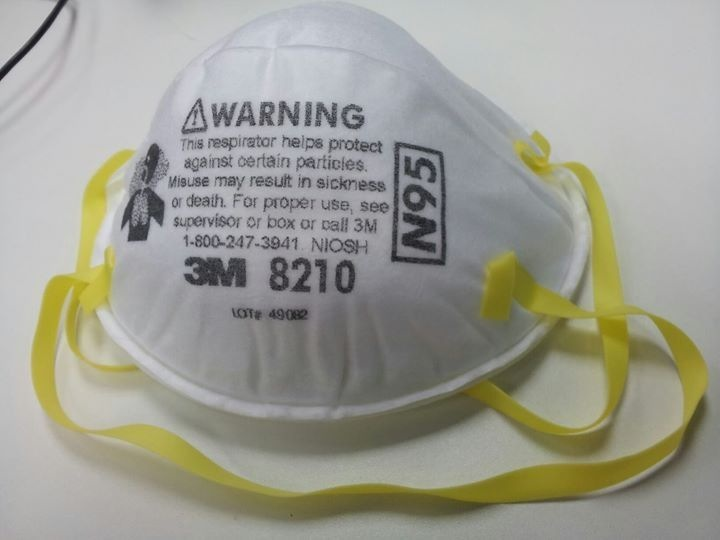
Andningsskydd
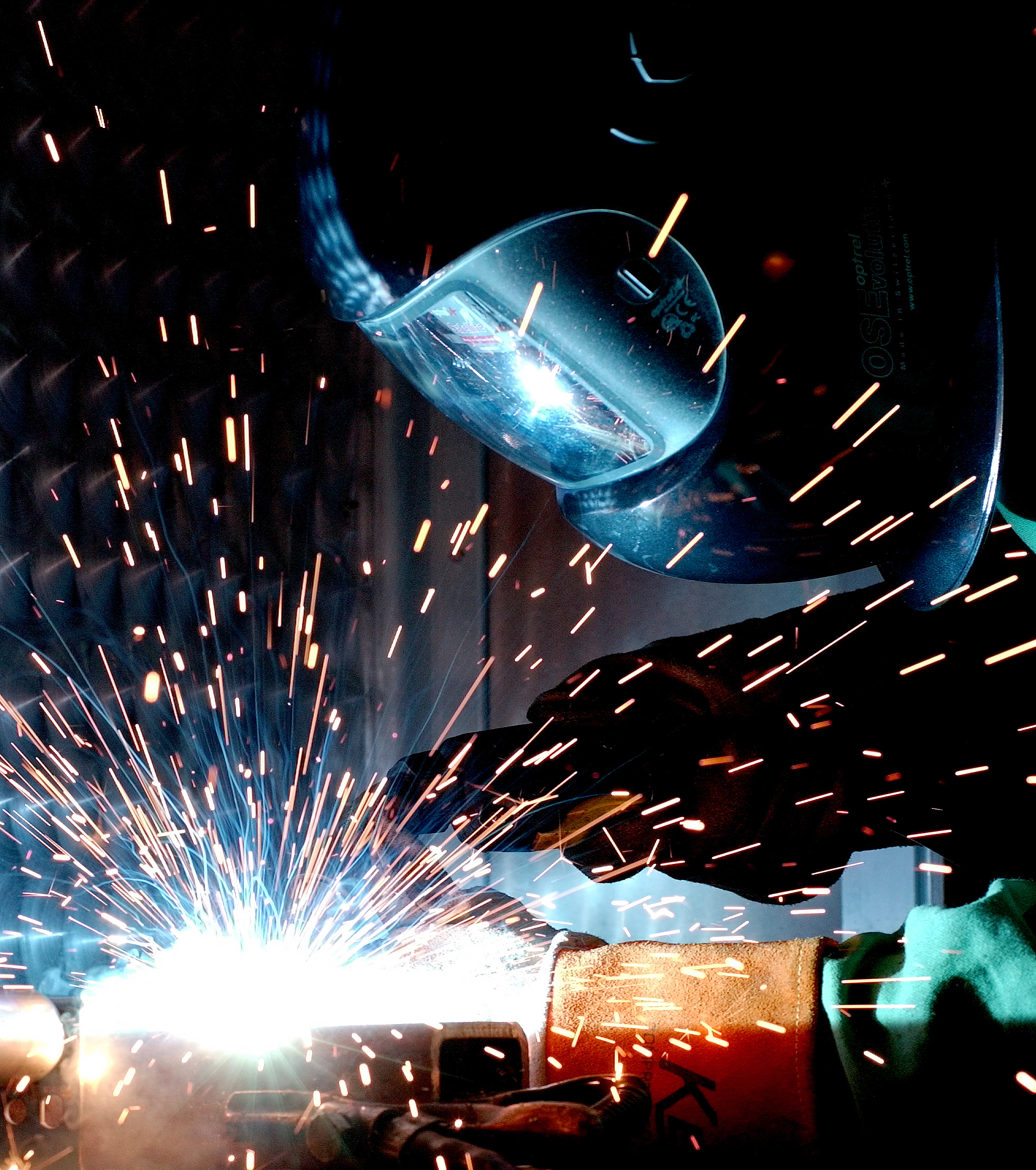
Svetsmask
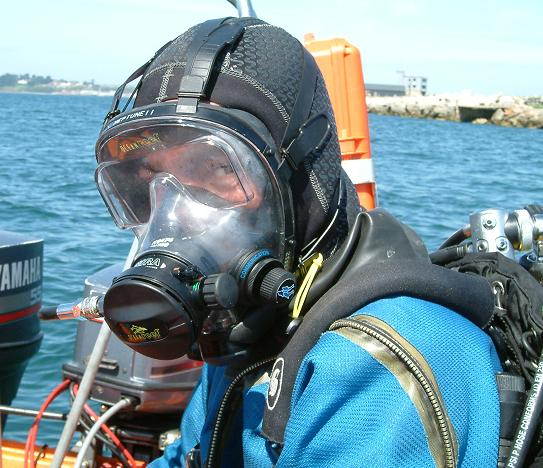
Dykmask
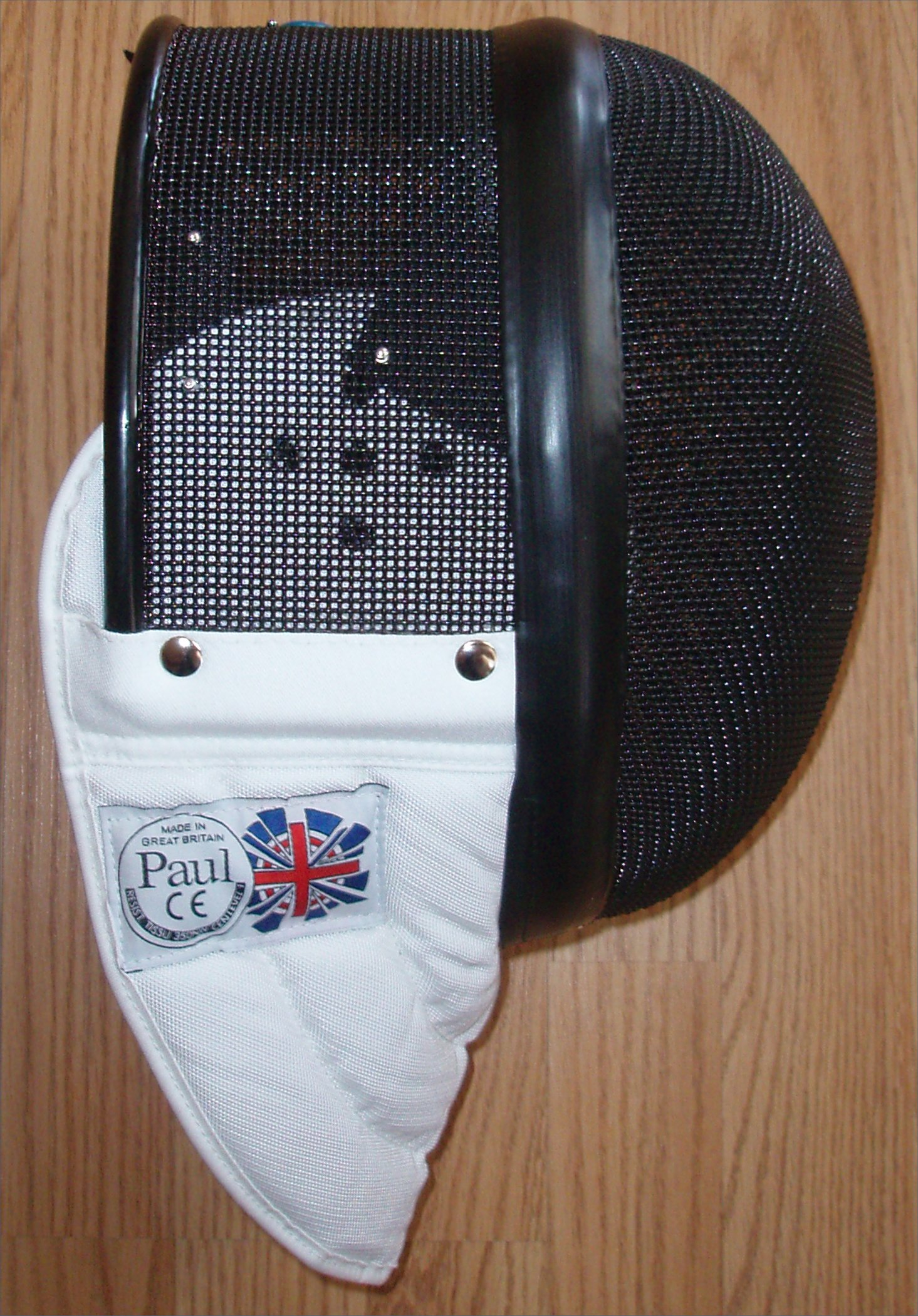
Fäktmask
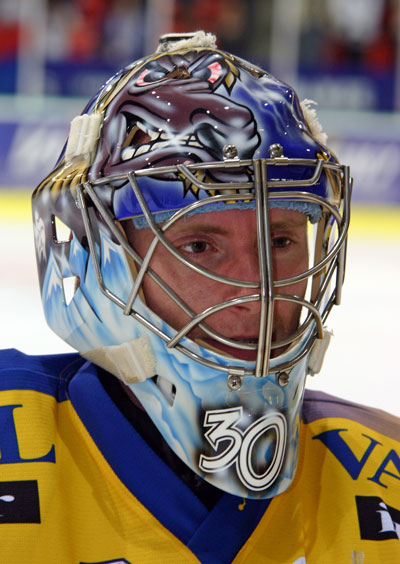
Målvaktsmask

## Bildgalleri – teater- och karnevalsmasker

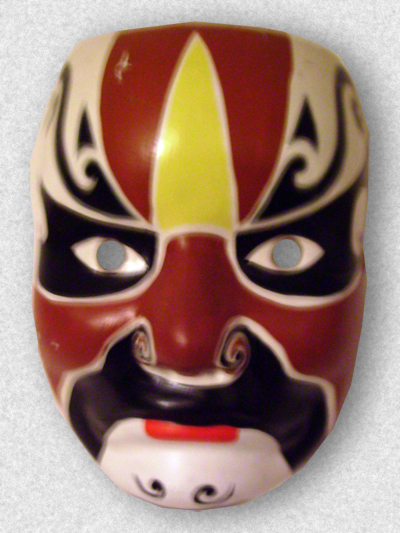
Pekingoperamask
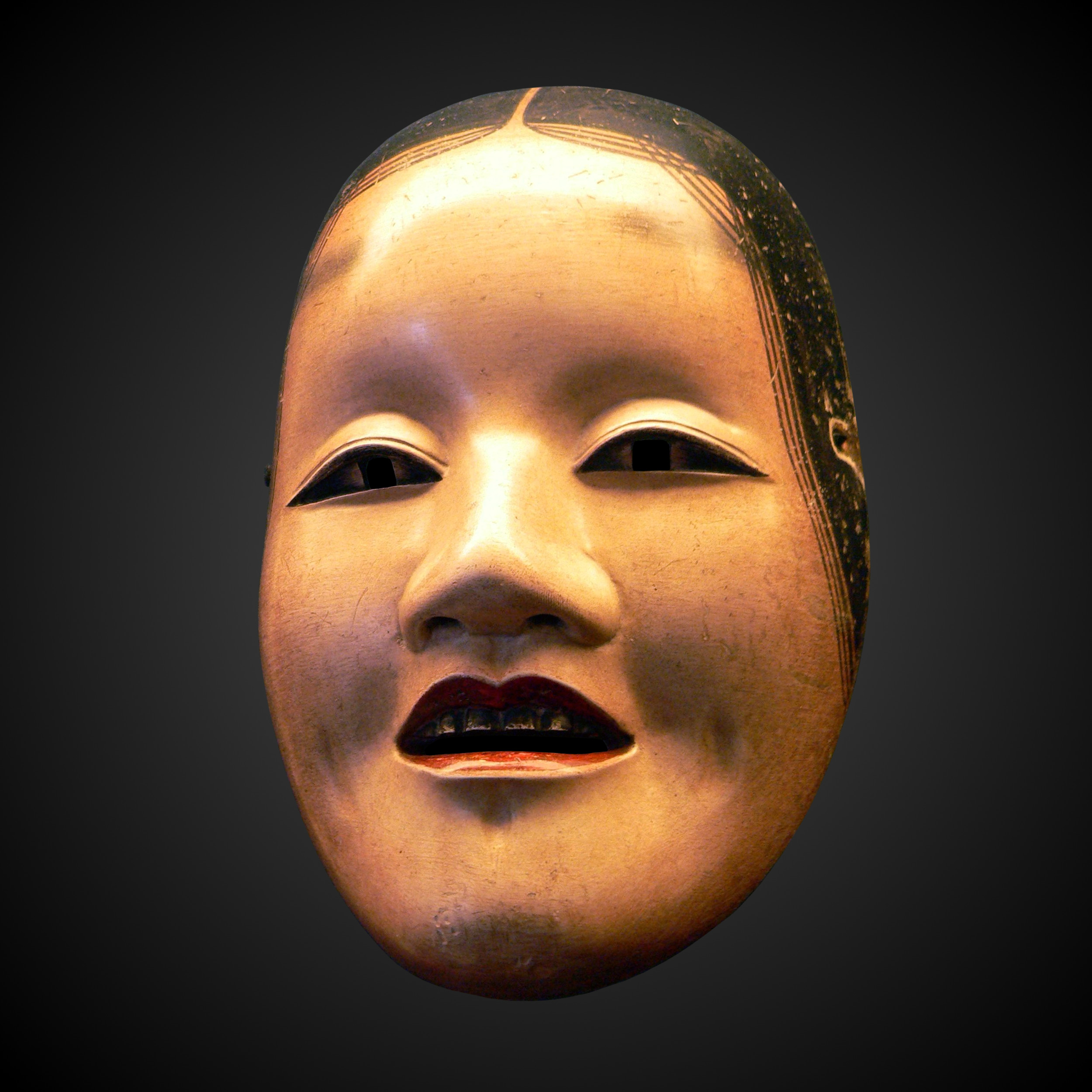
Japansk mask i No-teater
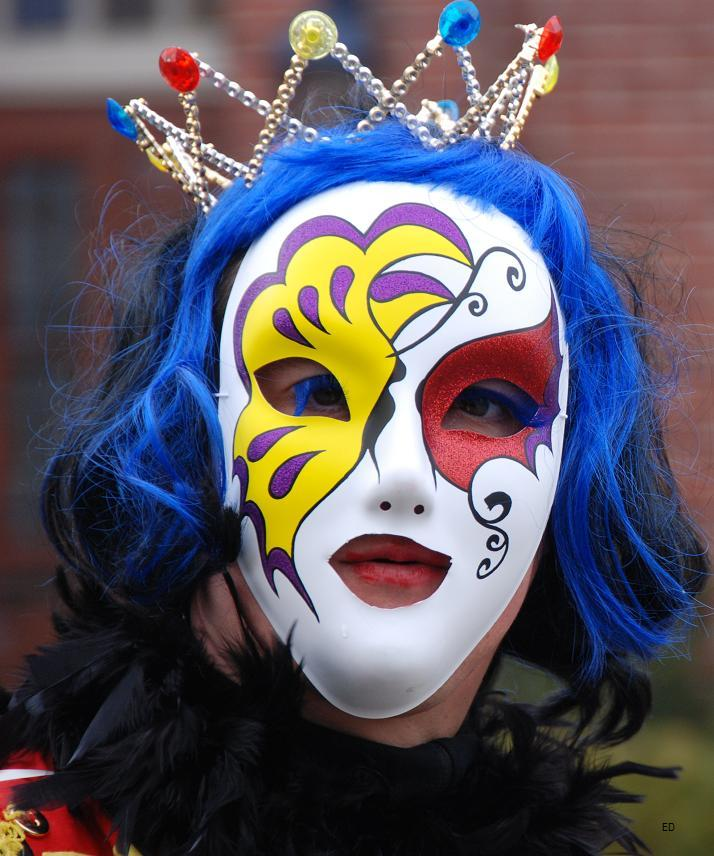
Karnevalsmask från Limburg i Belgien
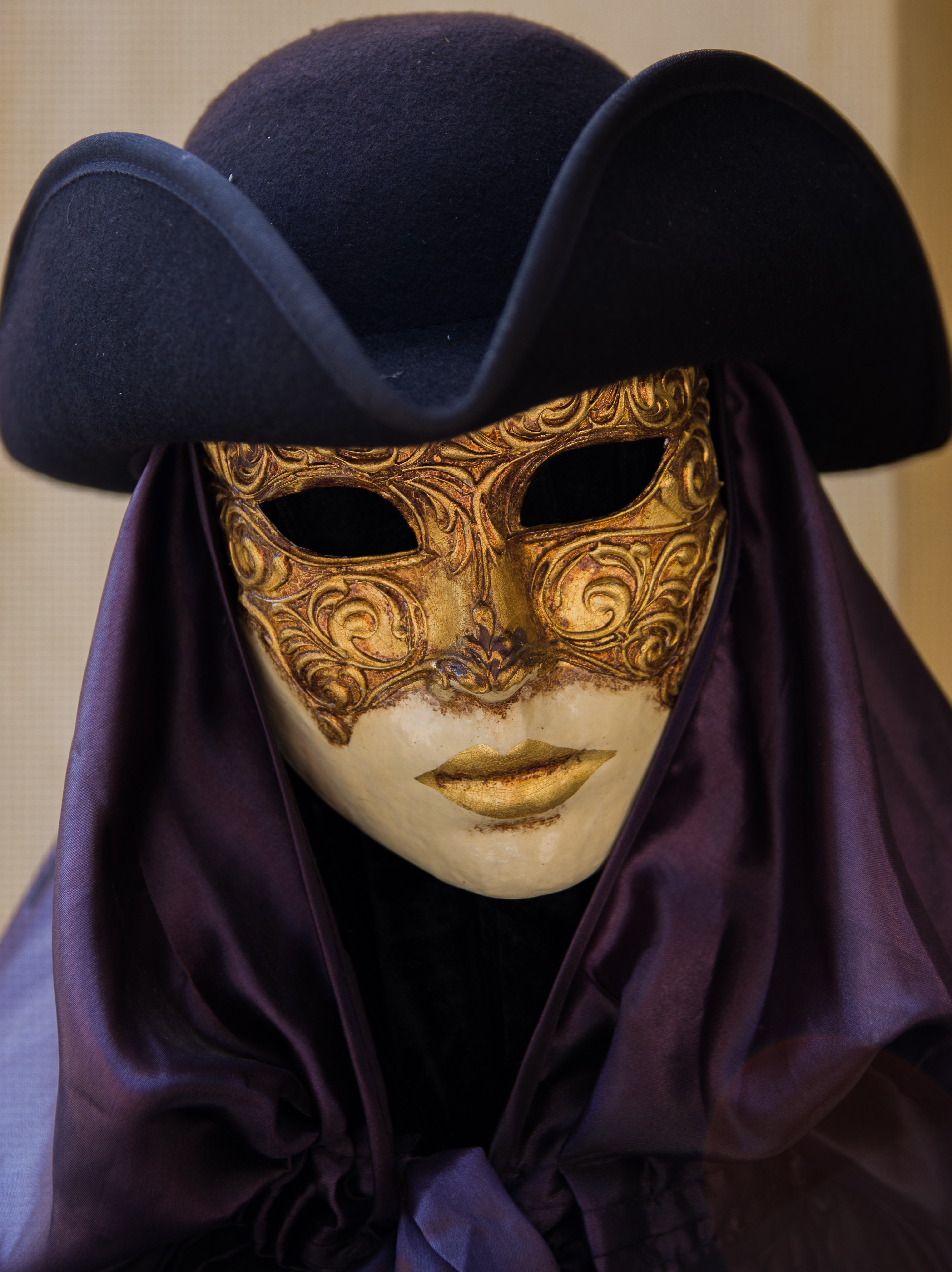
Karnevalskostym med mask från Venedig
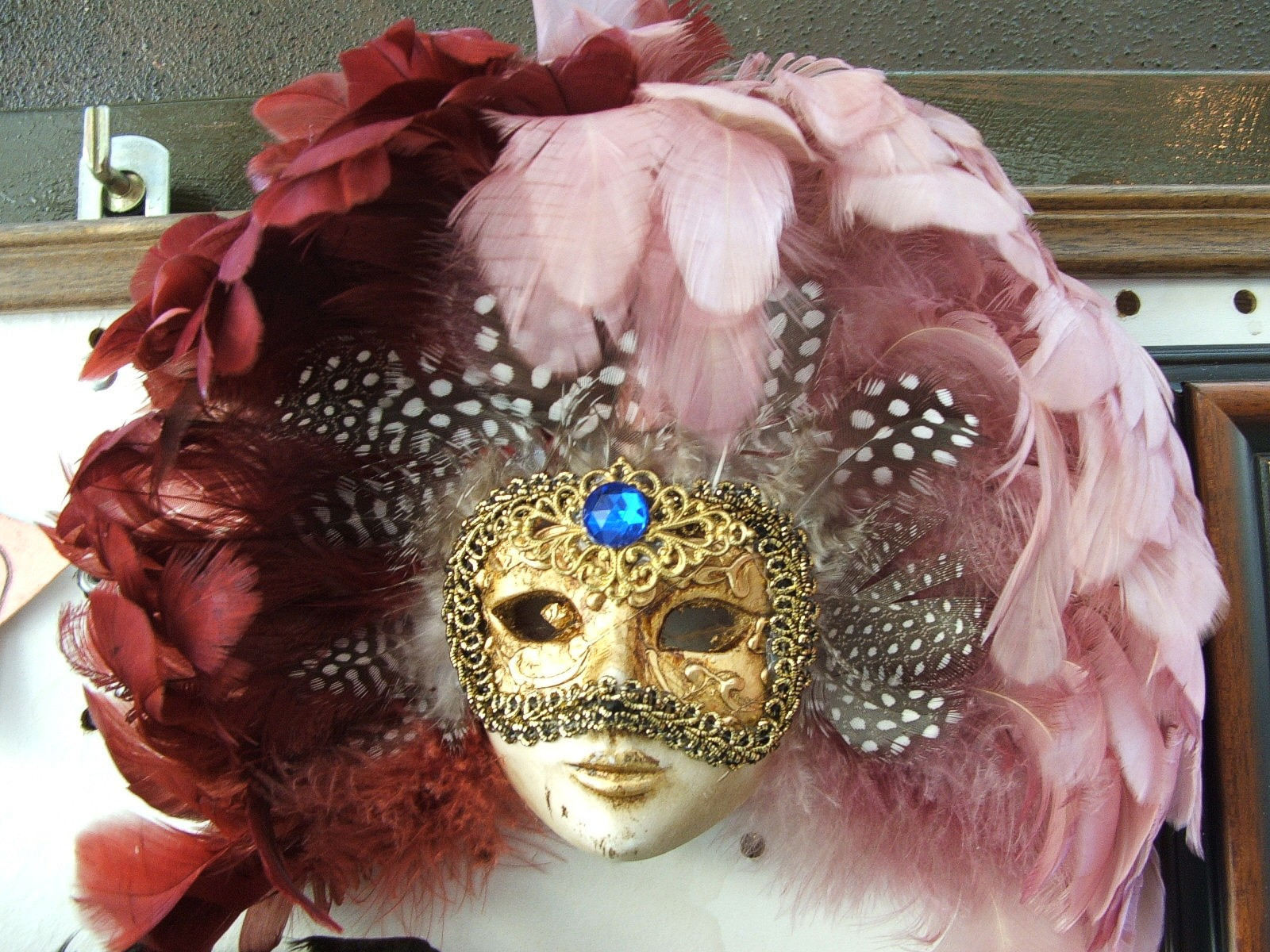
Mask från karneval i Verona i venetiansk stil
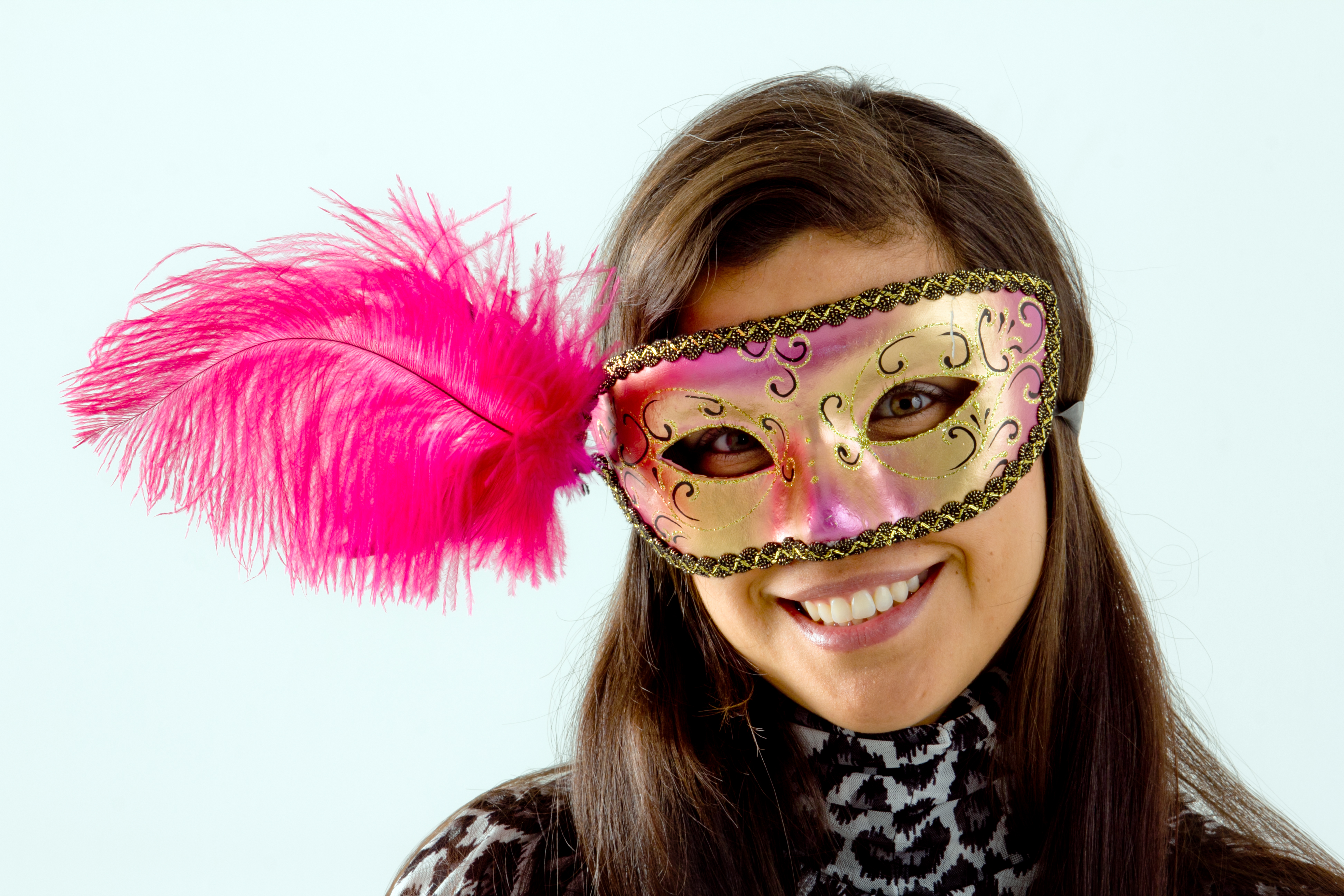
Kvinna i venetiansk mask

## Bildgalleri – dansmasker

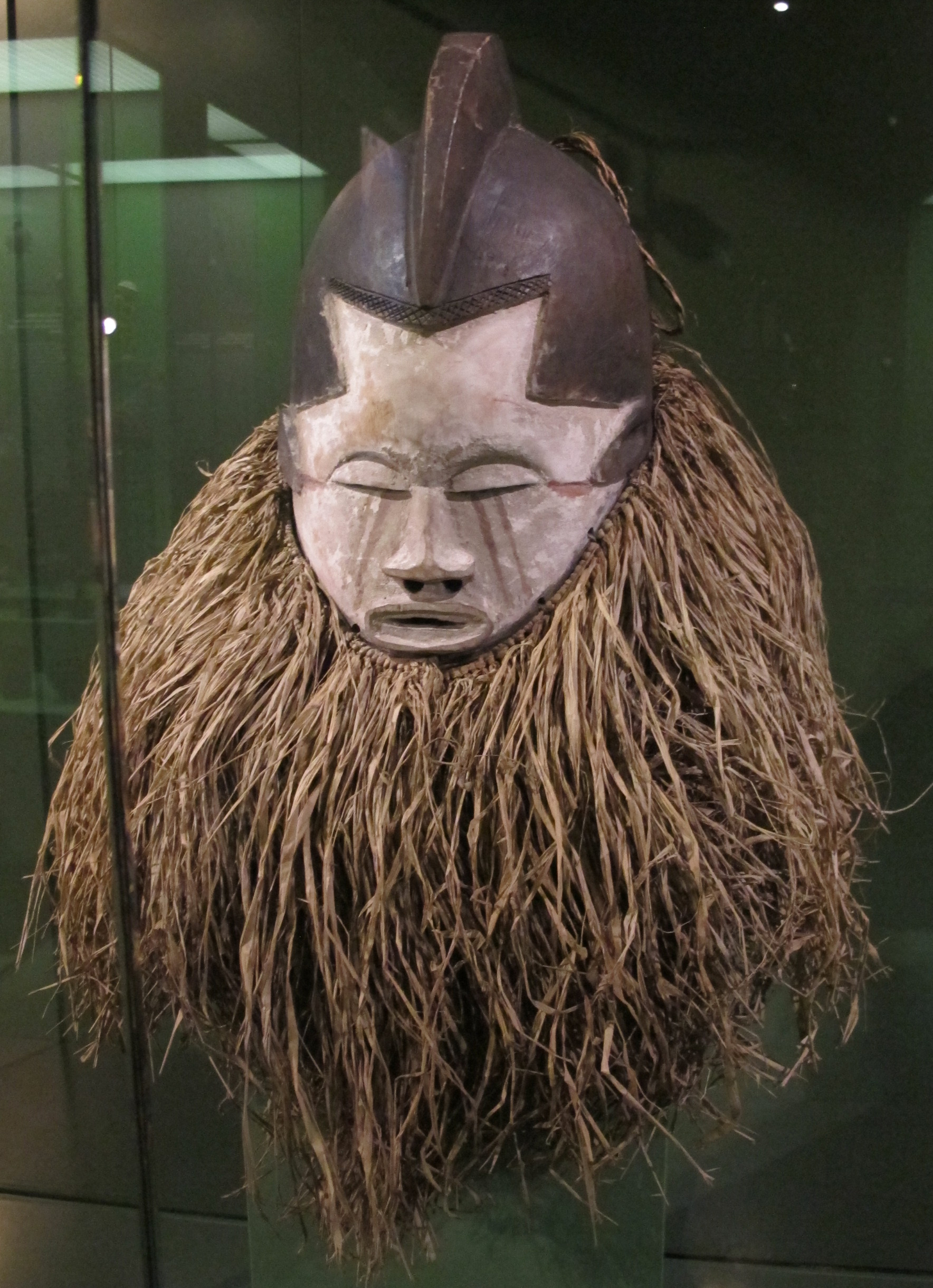
Mask från Bakali-Kwengeregionen i Kongo-Kinshasa, omkring 1909
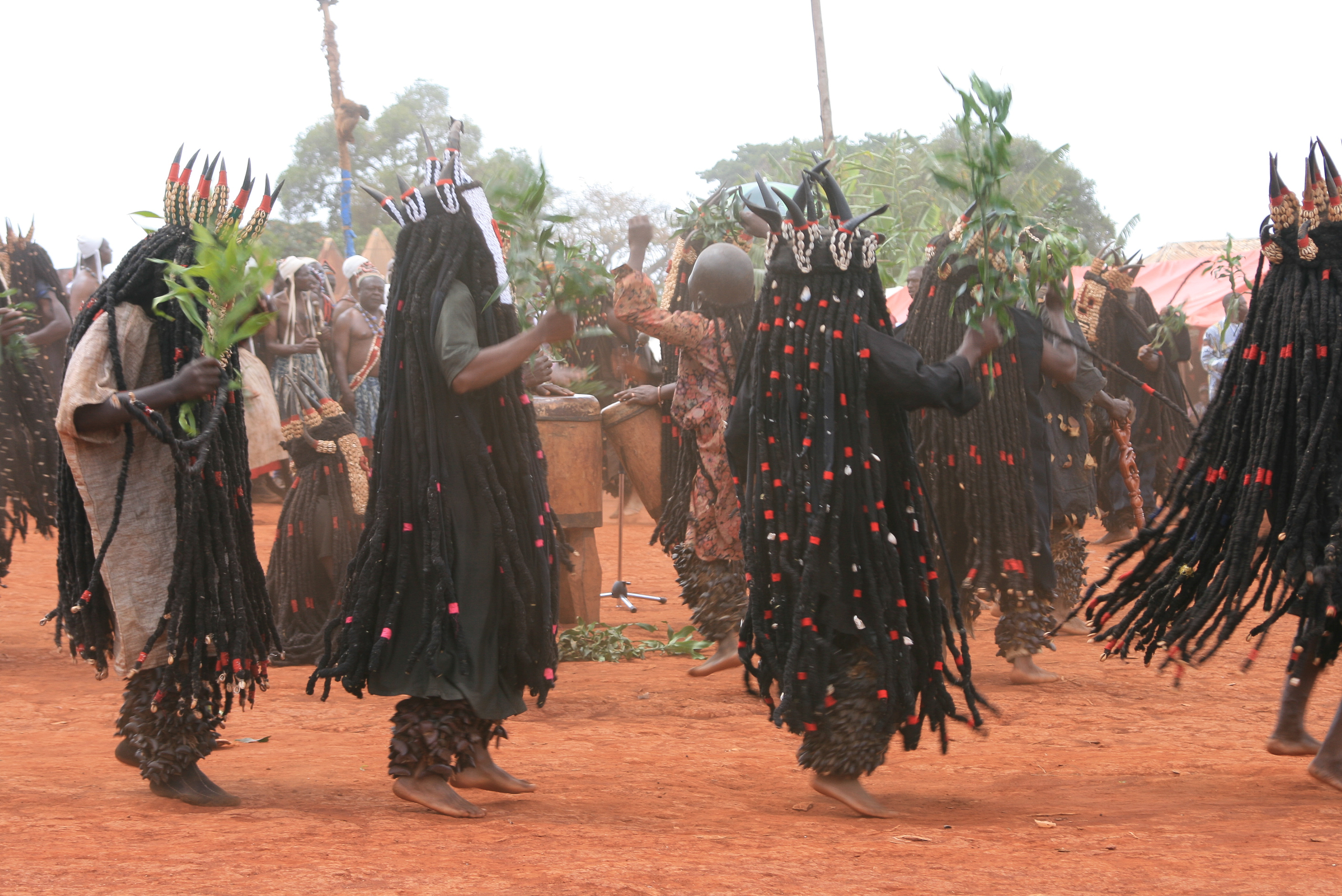
Dans i västra Kamerun
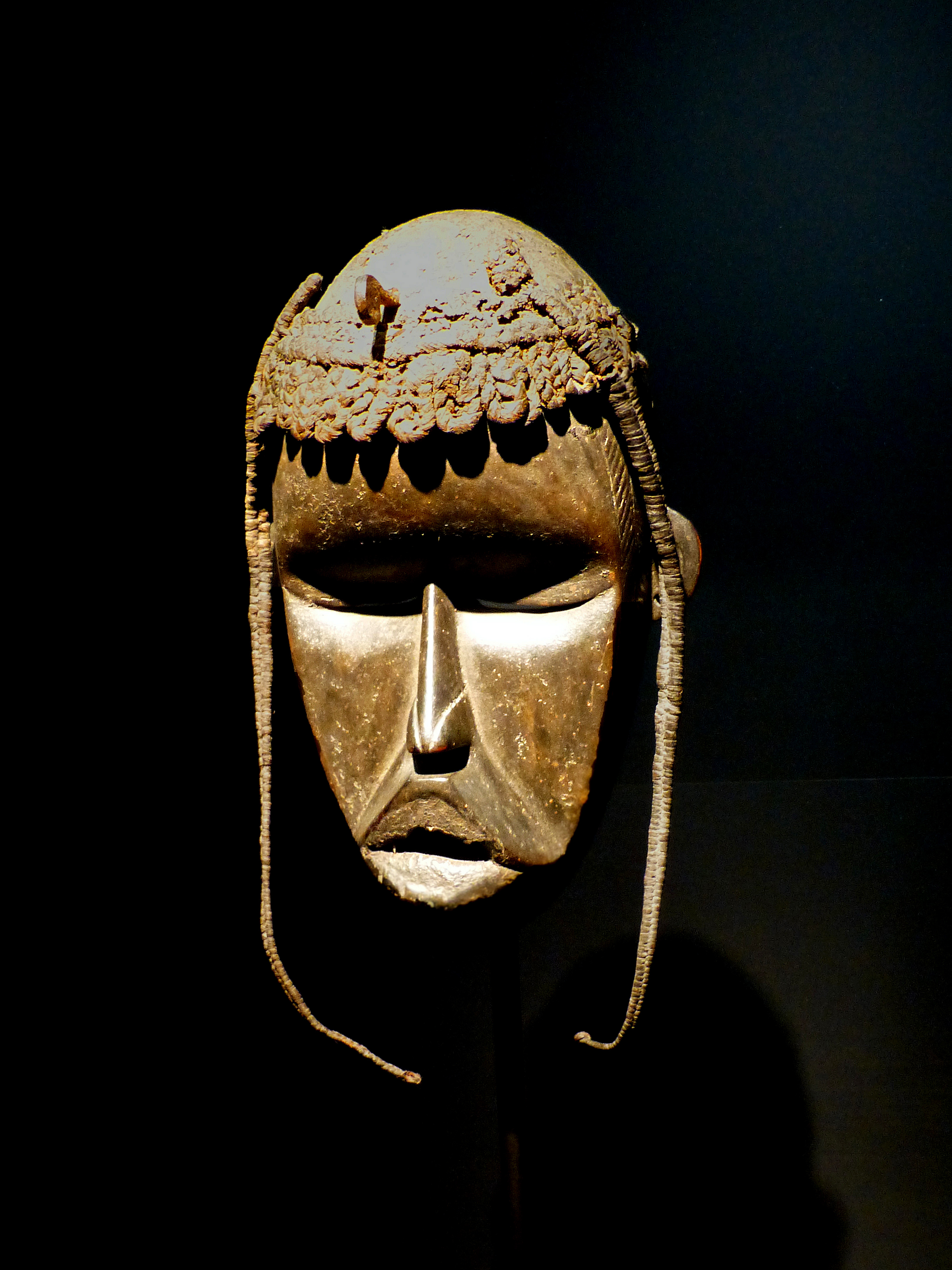
Mask från Guinea
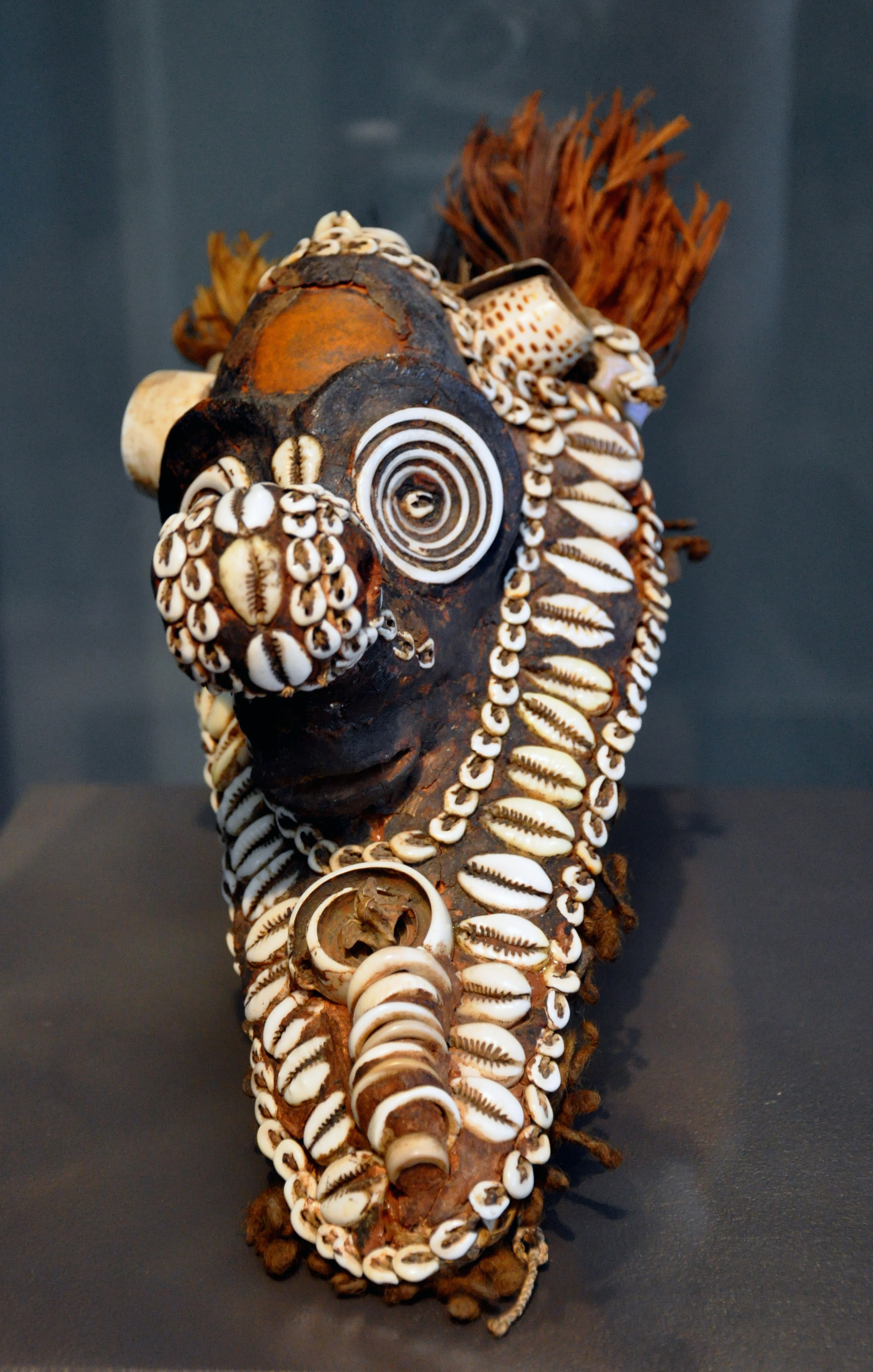
Mask från Papua-Nya Guinea
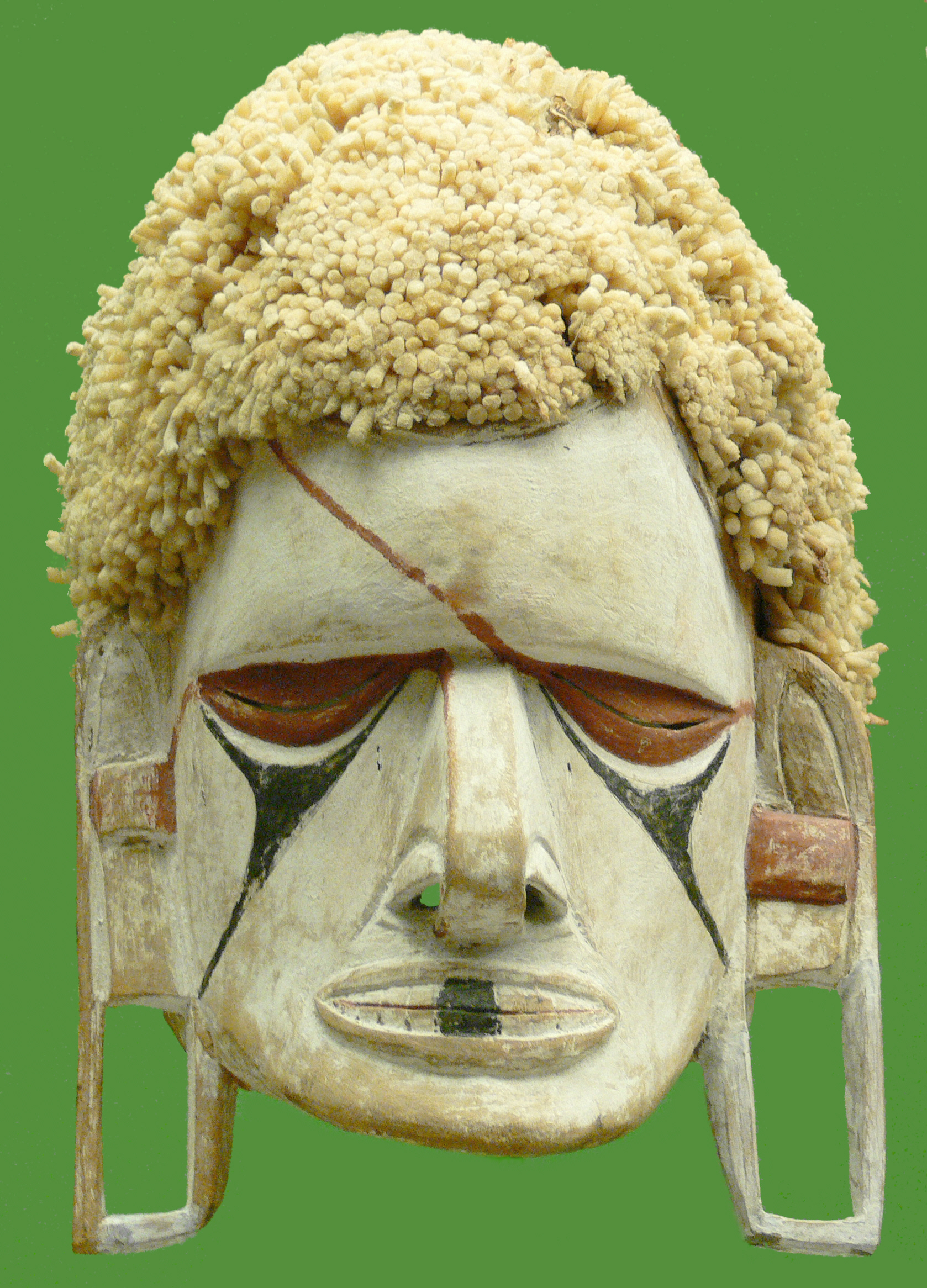
Malanganmask från Papua-Nya Guinea